# Joel López
Joel Mauricio López Villalobos (ur. 13 lipca 1991) – meksykański zapaśnik w stylu klasycznym. Zajął ósme miejsce na igrzyskach panamerykańskich w 2011. Czwarty na mistrzostwach panamerykańskich w 2010 i dwunasty w 2011. Srebrny medalista igrzysk Ameryki Środkowej i Karaibów w 2010 roku.